# Еллинек, Мориц
Мориц Еллинек (нем. Moritz Jellinek, 1823 — 13 июня 1883) — венгерский предприниматель и экономист. Брат Адольфа и Германа Еллинеков.

## Биография
Изучал политическую экономию в Вене и Лейпциге. Под влиянием своего брата Германа симпатизировал революции 1848 года. После подавления революции уехал в Будапешт, где основал фирму по торговле зерном. Дела Еллинека шли успешно, и с 1860-х годов он играл важную роль в деловых кругах Будапешта: в частности, возглавлял городскую зерновую биржу, в 1864 году учредил компанию, пустившую в Будапеште первый трамвай.
Еллинек также опубликовал в научных изданиях ряд статей об организации статистики в Венгрии и о ценообразовании зернопродуктов.
Его брат Герман был казнён за участие в революции 1848 года.